# Attaque de missiles iraniens en Irak et en Syrie (2024)
Le 15 janvier 2024, l'Iran a mené une série de frappes aériennes et de drones en Irak et en Syrie, affirmant avoir ciblé le siège régional de l'agence de renseignement israélienne Mossad et plusieurs bastions de groupes terroristes en réponse aux attentats de Kerman du 3 janvier, dont l'État islamique a revendiqué la responsabilité. La ville d'Erbil, capitale de la région autonome du Kurdistan irakien, a été la cible de 11 missiles parmi les 15 tirés. Les quatre missiles restants ont été dirigés vers le gouvernorat d'Idlib en Syrie, ciblant des zones tenues par l'opposition syrienne. À Erbil même, l’attaque iranienne a tué quatre civils et en a blessé 17 autres. Les affirmations de l'Iran selon lesquelles il aurait ciblé la présence israélienne au Kurdistan et les groupes terroristes en Syrie ont été rejetées par le gouvernement irakien et le gouvernement autonome kurde, qui ont tous deux condamné l'attaque.

## Contexte
Le 3 janvier 2024, une cérémonie commémorative marquant l'assassinat de Qasem Soleimani sur sa tombe à Kerman, en Iran, a été attaquée par deux explosions de bombes. Les attaques ont tué au moins 94 personnes et en ont blessé 284 personnes. L'État islamique a ensuite revendiqué la responsabilité des attentats. L'ayatollah Ali Khamenei, le guide suprême de l'Iran, a promis une « réponse dure » à l'attaque et a déclaré que les responsables « seront désormais la cible définitive de la répression iranienne et d'une juste punition ».

## Attaques

### Kurdistan irakien
L'attaque à Erbil a visé la résidence de Peshraw Dizayee, le PDG d'Empire World, une société de développement immobilier, le tuant ainsi que sa fille, leur gouvernante et l'homme d'affaires Karam Mikhail. L'aéroport international d'Erbil a été temporairement fermé. Le Corps des gardiens de la révolution islamique (CGRI) a rapidement pris ses responsabilités. En outre, les forces de la coalition ont abattu trois drones près de l’aéroport. L'agence de presse Tasnim a révélé que quatre missiles balistiques lancés depuis la province de Kermanshah et sept autres tirés depuis la province de l'Azerbaïdjan occidental ont été utilisés lors de l'attaque, au cours de laquelle des missiles balistiques à courte portée Fateh-110 auraient été utilisés.

### Syrie
Le CGRI a affirmé avoir également frappé les forces de l'État islamique dans le nord-ouest de la Syrie avec quatre missiles, ciblant spécifiquement les auteurs des attentats de Kerman de 2024, le 3 janvier 2024. L'agence de presse Tasnim a rapporté que la force aérospatiale du CGRI a lancé quatre missiles balistiques à moyenne portée Kheibar Shekan depuis le district de Darkhoveyn dans la province du Khuzestan à minuit, parcourant une distance de 1200 kilomètres pour frapper des cibles près de Taltita dans le gouvernorat d'Idlib.
Selon l'Observatoire syrien des droits de l'homme, il est peu probable que l'Iran ait mené son attaque en Syrie en utilisant des missiles balistiques de moyenne portée, compte tenu de l'ampleur limitée des dégâts. Au lieu de cela, l'observatoire a déclaré que l'attaque a probablement été menée par des groupes soutenus par l'Iran situés dans le gouvernorat d'Alep en Syrie, à environ 30 kilomètres (18,64113576 mi) de la zone d'impact.

## Conséquences
Un jour après l'attaque en Irak et en Syrie, l'Iran a mené une série similaire de frappes de missiles au Pakistan, affirmant avoir ciblé Jaish ul-Adl, un groupe militant baloutche qui avait revendiqué la responsabilité de l'attentat suicide de Khash-Zahedan en 2019 en Iran. Ces frappes ont été condamnées par le gouvernement pakistanais, qui a expulsé l'ambassadeur iranien d'Islamabad et a déclaré que les frappes avaient tué deux enfants au Baloutchistan, promettant par la suite de répondre à la violation de l'espace aérien pakistanais par l'Iran.